# Wicking-Effekt
Der Wicking-Effekt (wick ist Englisch für Docht), auf Deutsch auch Lotaufsaugen und Docht-Effekt genannt, ist ein Fehler beim Reflow-Löten oder Dampfphasenlöten von SMD-Bauelementen. Hierbei fließt das flüssige Lot in Richtung der Anschlussmetallisierung der Bauelemente oder in Richtung der Kupferbahnen der Leiterplatte ab.

## Beschreibung des Fehlerbilds
Bei diesem Fehlerbild fließt das Lot von der Lötstelle in Richtung der Anschlussmetallisierung der Bauelemente weg. Teilweise steigt das flüssige Lot auch entgegen der Schwerkraft an den Anschlussmetallisierungen der Bauelemente hoch. Hierbei wird das flüssige Lot der eigentlichen Lötstelle entzogen. Je nach Schwere des Effekts sind folgende Ausprägungen möglich.
- Im einfachsten Fall ist die Lötstelle etwas mager, die verbleibende Restlotmenge reicht aber noch aus.
- In schwereren Fällen ist die Lötstelle so mager, dass die verbleibende Restlotmenge das Bauelement noch elektrisch mit der Kupferfläche der Leiterplatte kontaktiert, sich jedoch kein sauberer Lotmeniskus mehr ausprägen kann.
- In sehr schweren Fällen gibt es keinen Kontakt mehr zwischen dem Bauelement und der Kupferfläche der Leiterplatte.[1]

## Ursachen
Als erste Ursache kommt ein großer Temperaturunterschied zwischen der Kupferfläche der Leiterbahn, der Anschlussmetallisierung und der Lotpaste in Frage.
Meist sind Bauelemente mit einer größeren Anzahl von Pins betroffen. Wenn die Pins der Bauelemente nicht alle in einer Ebene liegen, werden beim Bestücken einzelne Pins tiefer in die Lotpaste gedrückt, während andere Pins kaum die Lotpaste berühren oder nur sehr schwach in die Lotpaste gedrückt sind.
Die unterschiedlich starke Kontaktierung der Pins der Bauelemente mit der Lotpaste kann ebenfalls durch eine Verwindung oder eine Verwolbung der Leiterplatte erfolgen, obwohl die Pins der Bauelemente alle in einer Ebenen liegen.

## Erwärmung beim Lötprozess
Beim Löten wird der Leiterplatte, dem Bauelement und der Lotpaste durch die heiße Umgebungsluft Wärme zugefügt. Dies trifft sowohl für reine SMD-Bauelemente als auch für THT-Reflow-Bauelemente zu.
Die Leiterplatte nimmt Wärme auf und führt diese Wärme über die Kupferbahnen der Lotpaste zu. Hierbei erwärmt sich die Lotpaste und schmilzt von der Kupferbahn her beginnend auf der ersten Seite (von unten her) an. Je breiter oder je dicker die Kupferbahn ist, desto mehr Wärme wird der Lotpaste über diesem Weg zugefügt.
Weiterhin nimmt das Bauelement Wärme aus der Umgebungsluft auf und erwärmt sich dabei. Die Anschlussmetallisierung des Bauelements leitet die Wärme in Richtung der Lotpaste. Zusätzlich schmilzt die Lotpaste durch die Wärme, die vom Bauelement zugeführt wird, auf der zweiten Seite (von oben her) an. Je größer die Fläche der Anschlussmetallisierung und je dicker die Anschlussmetallisierung des Bauelements ist, desto mehr Wärme wird der Lotpaste über diesem Weg zugefügt.

## Mechanismus
Die Ursache des Wicking-Effekts ist ein größerer Temperaturunterschied zwischen der Kupferfläche auf der Leiterplatte und dem Bereich der Anschlussmetallisierung des Bauelements während des Aufschmelzens der Lotpaste. In dem Bereich des Lotpastendepots, bei dem die Temperatur am höchsten ist, schmilzt die Lotpaste lokal als erstes an. Aufgrund der Oberflächenspannung des flüssigen Lots fließt dieses in Richtung der höheren Temperatur.
Wenn im vorliegenden Fall der Wärmeeintrag auf die Lotpaste von der Anschlussmetallisierung her deutlich größer als der Wärmeeintrag über die Leiterplatte ist, dann schmilzt die Lotpaste meist nur von oben her an. Aufgrund der Oberflächenspannung des Lots fließt ein Teil des Lots in Richtung der Anschlussmetallisierung ab, da diese deutlich wärmer ist.
Der Wicking-Effekt tritt beim Dampfphasenlöten verstärkt auf.
Bei den THT-Reflow-Bauelementen ist aber die Ebenheit der Anschlusspins nicht die Ursache, da die Anschlusspins in diesem Fall in einer Bohrung in der Leiterplatte stecken. Die Bohrung selbst ist in diesem Fall teilweise mit Lotpaste gefüllt. Wenn bei THT-Reflow-Bauelementen der Wicking-Effekt auftritt, liegt das meist nur am Temperaturunterschied beim Anschmelzen der Lotpaste.

## Vermeidung des Effekts
Die Ursache des Wicking-Effekts ist in der Oberflächenspannung des flüssigen Lots im Temperaturgradienten zu suchen. Aus diesen Gründen kann die Wahrscheinlichkeit zum Auftreten des Wicking-Effekts nicht vollständig beseitigt, sondern nur minimiert werden. Hierzu eignen sich die nachfolgenden Maßnahmen.

### Bessere Planarität der Bauelemente
Eine Verbesserung der Planarität der Bauelementeanschlüsse führt dazu, dass sich alle Pins gleichmäßig tief in der Lotpaste befinden. Hierdurch kann das gleichmäßige Aufschmelzen der Lotpastendeposts unterstützt werden.

### Größere Menge der gedruckten Lotpaste
Je dicker das gedruckte Lotpastendepot im Nasszustand bei den Bauelementanschlüssen ist, desto mehr Lot ist nach dem Aufschmelzen im flüssigen Zustand vorhanden. Weiterhin wird hierdurch beim Bestücken des Bauelements sichergestellt, dass sich der Pin sicher in der Lotpaste befindet. Die größere Lotmenge unterstützt die Ausbildung einer Lötverbindung zwischen dem Pin und der Kupferbahn der Leiterplatte.

### Anpresskraft beim Bestücken der Bauelemente
Beim SMD-Bestücken der Bauelemente wird die Anpresskraft so gewählt, dass die Pins in die nasse Lotpaste gedrückt werden. Eine weitere Erhöhung der Anpresskraft beim Bestücken der Bauelemente hat darüber hinaus keinen weiteren signifikanten Einfluss auf den Wicking-Effekt.

### Temperaturprofil beim Löten
Das Temperaturprofil beim Erwärmen und Löten der Baugruppen im Reflow-Ofen hat einen entscheidenden Einfluss auf den Wicking-Effekt. Wird die Baugruppe gleichmäßig und nicht zu schnell erwärmt, kommt es nicht zu großen Temperaturunterschieden zwischen den Bauelementen, den Kupferflächen auf der Leiterplatte und der Lotpaste. Hierdurch wird die Wahrscheinlichkeit für das Auftreten des Wicking-Effekts durch eine Minimierung des Temperaturgradienten minimiert.

## Nacharbeit der Baugruppen
Nach dem Löten können die Lötstellen der SMD- und die THT-Reflow-Bauelemente beispielsweise durch eine Sichtprüfung oder eine automatische optische Inspektion überprüft werden. Die Bauelemente mit fehlendem Lot an den Lötstellen können händisch nachgelötet werden, sofern diese zugänglich sind.